# Arco de la Victoria
O Arco de la Victoria, também conhecido como a Puerta de la Moncloa, é um arco do triunfo na cidade de Madrid, na Espanha. Foi erguido entre 1953 e 1956 a mando de Francisco Franco; o objectivo da sua construção era a comemoração da vitória na Guerra Civil Espanhola. Está situado no distrito de Moncloa e tem 49 metros de altura. No seu interior encontram-se diversos projectos e uma maqueta da Ciudad Universitaria. Os arquitetos desta obra foram Modesto López Otero e Pascual Bravo Sanfeliú, e os escultores Moisés Huertas, Ramón Arregui e José Ortells.

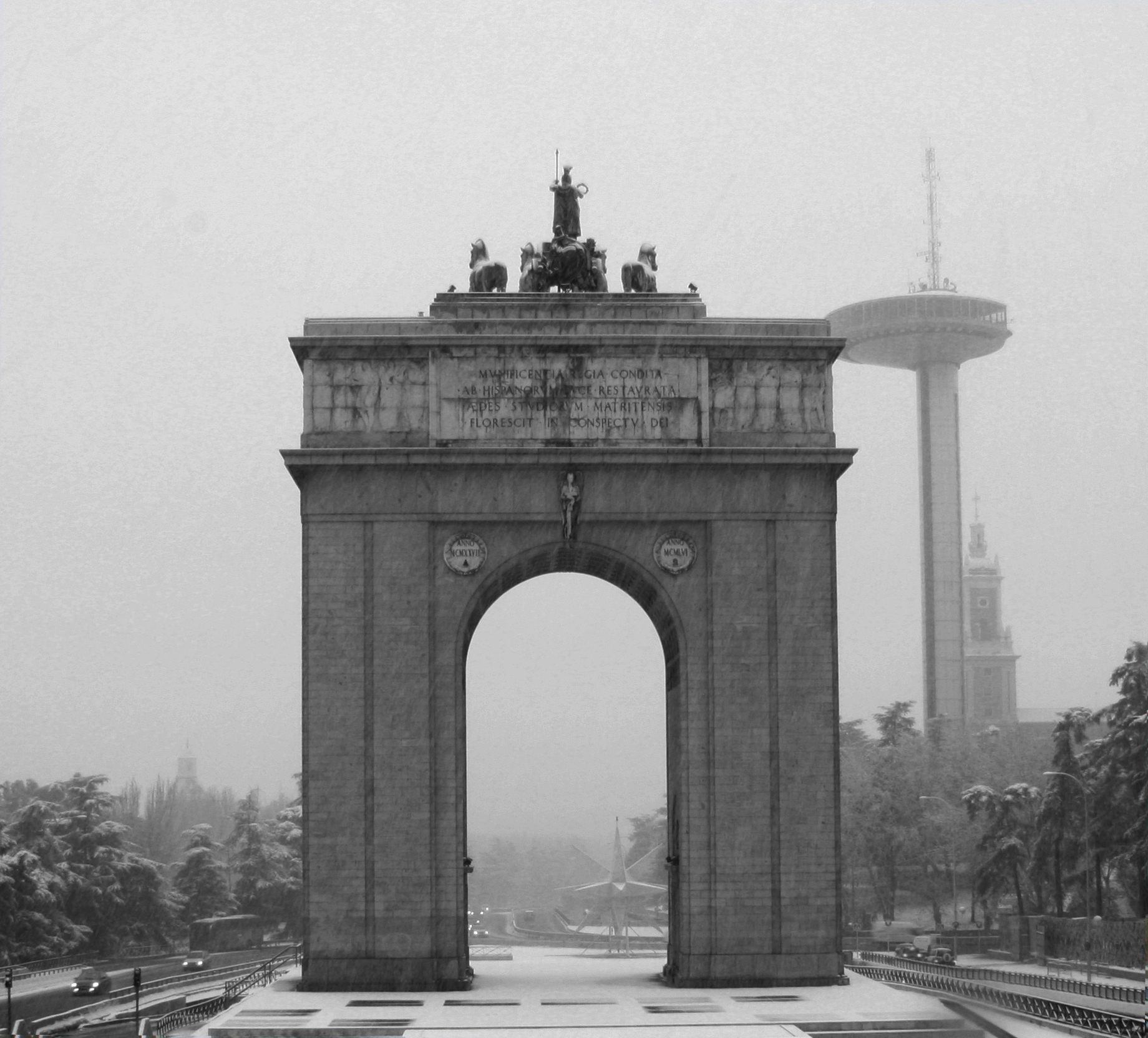
O Arco da Victória em Madrid.